# Staple Hill
Staple Hill är en kulle i Storbritannien.   Den ligger i grevskapet Somerset och riksdelen England, i den södra delen av landet, 220 km väster om huvudstaden London. Toppen på Staple Hill är 323 meter över havet.
Terrängen runt Staple Hill är platt österut, men västerut är den kuperad. Runt Staple Hill är det ganska tätbefolkat, med 160 invånare per kvadratkilometer. Närmaste större samhälle är Taunton, 8,0 km norr om Staple Hill. Trakten runt Staple Hill består i huvudsak av gräsmarker.